# SOS-Kinderdorf Liechtenstein
Das SOS-Kinderdorf Liechtenstein ist eine am 9. April 2019 gegründete, gemeinnützige Organisation mit Sitz in Liechtenstein Schirmherrin ist Tatjana von Lattorff, Prinzessin von und zu Liechtenstein. Die Organisation unterstützt Kinder und Jugendliche in schwierigen Lebenslagen und orientiert sich dabei an den 17 Nachhaltigkeitszielen der Vereinten Nationen sowie an den Grundwerten und Menschenrechten des Europarats.

## Programme und Projekte
SOS-Kinderdorf Liechtenstein unterstützt 39 internationale und vier lokale SOS-Kinderdorf-Projekte. Eines davon ist das SOS-Familienstärkungsprogramm, mit dem in Not geratene Kinder und deren Familien in Liechtenstein und der Ostschweiz unterstützt werden. Das zweite Programm ist die Mutter-Kind-Therapie, die depressiven Müttern einen Klinikaufenthalt mit ihren Babys ermöglicht, da es bei der Krankenkasse eine Finanzierungslücke für das Baby gibt. Das dritte Programm ist eine Kooperation mit dem Netzwerk Familie in Liechtenstein. Hier unterstützt der Verein Familien und ihre Kinder in finanzieller und materieller Not schnell und unbürokratisch. Das vierte Programm ist die SOS-Herzkiste. Sie unterstützt und stärkt Schülerinnen und Schüler in der Primar- und weiterführenden Schule im Bereich des sozialen Lernens.

## Preise / Awards
Für sein Mutter-Kind-Therapie-Angebot wurde das SOS-Kinderdorf Liechtenstein im Jahr 2020 mit dem Anerkennungspreis für Chancengleichheit der Regierung des Fürstentums Liechtenstein ausgezeichnet. 2022 erhielt der Verein den LGT Award für soziales Engagement für das Projekt SOS-Herzkiste, verbunden mit einer dotierten Prämie von 30.000 CHF. Im Dezember 2022 folgte der erste Preis des Chancengleichheitswettbewerbs der Regierung des Fürstentums Liechtenstein.

## Kinderrechte
Das SOS-Kinderdorf Liechtenstein setzt sich für die Rechte von Kinder und Jugendlichen ein. Grundlage ist die UN-Kinderrechtskonvention, die Liechtenstein 1995 ratifiziert hat und deren 30-jähriges Jubiläum 2025 gefeiert wird. Die Organisation gibt Kinder eine Stimme, arbeitet weltweit und lokal daran, Regierungen zur Einhaltung ihrer Kinderschutzverpflichtungen zu bewegen und die Bevölkerung zu sensibilisieren. Durch die tägliche Arbeit in Projekten fliessen die realen Bedürfnisse von Kinder und Familien direkt in die Programme ein. Unterstützt wird die Organisation dabei unter anderem von den Botschaftern Finn und Fina, den Teddybär-Geschwistern, deren Verkauf Kinder in Not nachhaltig stärkt.

## Stiftung SOS-Kinderdorf SV
In einer Welt, die nach Sinn und Nachhaltigkeit sucht, bietet die SOS-Kinderdorf-Stiftung eine bedeutsame Möglichkeit, einen dauerhaften Beitrag zu leisten. Ihre Mission besteht darin, benachteiligten und in Not geratenen Kindern, Jugendlichen und Familien Hoffnung und praktische Unterstützung zu bieten. Die Stiftung ermöglicht es, Vermächtnisse auf eine Weise zu gestalten, die die Werte der Gönnerinnen und Gönner widerspiegelt und die Zukunft positiv beeinflusst. Das Einbringen von Nachlässen und Legaten in die Stiftung bietet dabei mehrere Vorteile.

## Social Return on Investment (SROI)
Für jeden in SOS-Hilfsprogramme investierten Franken entsteht in der Gesellschaft vor Ort ein sozialer Nutzen (Social Return on Investment) im Wert von 5 Franken. In Afrika beträgt das Verhältnis 1:14.